# Berry-Gletscher
Der Berry-Gletscher ist ein Gletscher an der Hobbs-Küste des westantarktischen Marie-Byrd-Lands. Er fließt zwischen der Perry Range und der Demas Range nordwärts in das Getz-Schelfeis.
Wissenschaftler der United States Antarctic Service Expedition (1939–1941) entdeckten und fotografierten den Gletscher bei einem Überflug im Dezember 1940.
Der United States Geological Survey kartierte ihn anhand eigener Vermessungen und Luftaufnahmen der United States Navy zwischen 1959 und 1965. Das Advisory Committee on Antarctic Names benannte ihn nach William H. Berry, Luftoperationsoffizier der United States Navy, der in dieser Funktion bei den Operations Deep Freeze der Jahre 1969 bis 1972 und 1973 als Operationsoffizier tätig war.